# 瓦连京·奥韦奇金
瓦连京·弗拉基米罗维奇·奥韦奇金（俄语：Валентин Владимирович Овечкин，1904年6月9日（22日）—1968年1月27日）苏联作家、记者，作品大多反映农村生活，揭露农业管理上的官僚主义。

## 作品
- 《集体农庄短篇小说集》（1935年）
- 《致以前线的敬礼》（1945年）
- 《娜斯佳·科洛索娃》（1949年）
- 《区里的日常生活》（1952年）
- 《在前沿》（1953年）
- 《在同一区里》（1954年）
- 《亲自动手》（1954年）
- 《艰难的春天》（1956年）
- 《顶风》（1958年）
- 《夏雨》（1959年）
- 《收获季节》（1960年）
- 《但愿实现》（1961年）